# 변양호
변양호(邊陽浩, 1954년 7월 30일 ~ )는 행정공무원 출신 금융인이다. 본관은 원주이며, 제주 출신이다.

## 약력
경기고등학교를 거쳐 서울대학교 무역학과를 나왔고, 행정고시 19회를 수석으로 합격하여 재무부에서 일하며 금융 분야 요직을 거쳤다. 미국 노던일리노이 대학교 대학원에서 경제학 박사 학위를 취득했다.
2005년 재정경제부 금융정보분석원 원장으로 재직하던 중 공직을 마치고 사모펀드회사 보고펀드를 설립했다.

## 외환은행 매각 관련
재정경제부 금융정책국장을 맡던 당시 외환은행을 론스타에 헐값에 매각했다는 혐의(특정경제범죄가중처벌법상 배임)로 2006년 6월 기소되었으나, 2010년 10월 무죄 판결을 받았다.